# Cantó de Quimper-1
El cantó de Quimper-1 (en bretó: Kanton Kemper-1) és una divisió administrativa francesa situat al departament de Finisterre a la regió de Bretanya.

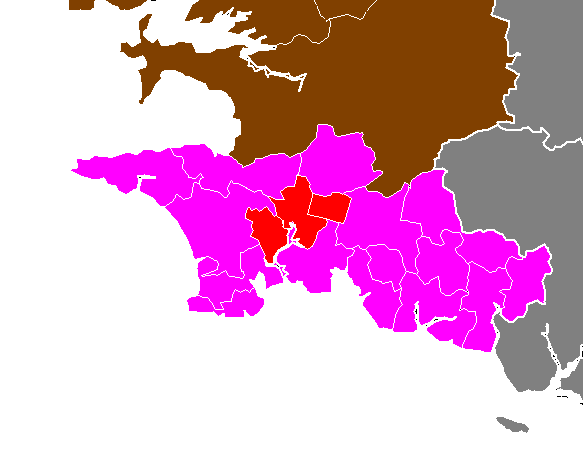
Situació del cantó

## Composició
El cantó aplega els quartiers Centre-ville i Kerfeunteunde de la comuna de Kemper.

## Història
| Data d'elecció                           | Identitat            | Partit             | Qualitat |
| ---------------------------------------- | -------------------- | ------------------ | -------- |
| 2001-2008                                | Jean-Louis Gagnepain | Democràcia Liberal |          |
| 2004-                                    | Georges Kergonna     | PS                 |          |
| les dades anteriors no són pas conegudes |                      |                    |          |
|                                          |                      |                    |          |